# Мюз Уотсън
Мюз Уотсън (на английски: Muse Watson) (роден на 20 юли 1948 г.) е американски актьор. Познат е с ролите си на Бенджамин Уилис в „Знам какво направи миналото лято“, Чарлс Уестморленд в „Бягство от затвора“ и Майк Франкс във „Военни престъпления“.

## Частична филмография
| Година | Филм                                      | Оригинално заглавие                      | Роля               | Режисьор       |
| ------ | ----------------------------------------- | ---------------------------------------- | ------------------ | -------------- |
| 1993   | Съмърсби                                  | Sommersby                                | Дрифтър            | Джон Еймъл     |
| 1995   | Тема за разговор                          | Something to Talk About                  | Ханк Кориган       | Ласе Халстрьом |
| 1995   | Атентатори                                | Assassins                                | Кетчам             | Ричард Донър   |
| 1997   | Знам какво направи миналото лято          | I Know What You Did Last Summer          | Бен Уилис          | Джим Гилеспи   |
| 1997   | Лолита                                    | Lolita                                   | Служител в магазин | Ейдриън Лайн   |
| 1998   | Още знам какво направи миналото лято      | I Still Know What You Did Last Summer    | Бен Уилис          | Дани Канон     |
| 1999   | От здрач до зори 2: Тексаски кървави пари | From Dusk Till Dawn 2: Texas Blood Money | К. У. Найлс        | Скот Шпигел    |
| 1999   | Остин Пауърс: Шпионинът любовник          | Austin Powers: The Spy Who Shagged Me    | Член на К.К.К.     | Джей Роуч      |
| 2001   | Американски бандити                       | American Outlaws                         | Едър детектив      | Лес Мейфийлд   |